# 佩琉斯山
77°29′S 162°5′E / 77.483°S 162.083°E
佩琉斯山（英語：Mount Peleus）是南極洲的山峰，位於維多利亞地，處於忒修斯山以西6公里，屬於奧林匹斯山脈的一部分，海拔高度1,790米，以希臘神話中的佩琉斯命名，現時由南極條約體系管理。